# Kim Eui-tae
Kim Eui-tae (* 2. Juni 1941) ist ein ehemaliger südkoreanischer Judoka. Er war 1964 der erste Koreaner, der eine olympische Medaille im Judo gewann.

## Sportliche Karriere
Der 1,74 m große Kim Eui-tae gewann seine erste internationale Medaille bei den Weltmeisterschaften 1961, als er nach vier Siegen und Niederlagen gegen die beiden Japaner Takeshi Koga und Kōji Sone eine Bronzemedaille in der offenen Klasse erhielt. Bei den Weltmeisterschaften 1961 wurde nur ein Wettbewerb in der offenen Klasse ausgetragen.
Bei der olympischen Premiere des Judosports 1964 in Tokio standen vier Gewichtsklassen auf dem Programm. Kim Eui-tae trat im Mittelgewicht an, der Gewichtsklasse bis 80 Kilogramm. Er gewann die sechste Vorrundengruppe und besiegte im Viertelfinale den Brasilianer Lhofei Shiozawa. Im Halbfinale unterlag er dem späteren Olympiasieger Isao Okano aus Japan. Bei den Weltmeisterschaften 1965 trat Kim Eui-tae wie 1964 im Mittelgewicht an und gewann eine Bronzemedaille.
Nachdem 1968 in Mexiko-Stadt keine Judo-Wettbewerbe auf dem olympischen Programm standen, wurden 1972 in München zum zweiten Mal Judo-Wettbewerbe bei Olympischen Spielen ausgetragen. Kim Eui-tae trat im Halbschwergewicht (bis 93 Kilogramm) und in der offenen Klasse an. Im Halbschwergewicht schied er in der zweiten Runde gegen Jimmy Wooley aus den Vereinigten Staaten aus. In der offenen Klasse unterlag er in seinem ersten Kampf Peter Jákl aus der Tschechoslowakei.